# François Grout du Closneuf
François Grout du Closneuf (vers 1567 - vers 1602, en expédition maritime vers les Moluques), navigateur et explorateur français, connétable de Saint-Malo. Son nom est connu via l'expédition de la Compagnie française des mers orientales, relatée par François Pyrard et François Martin.

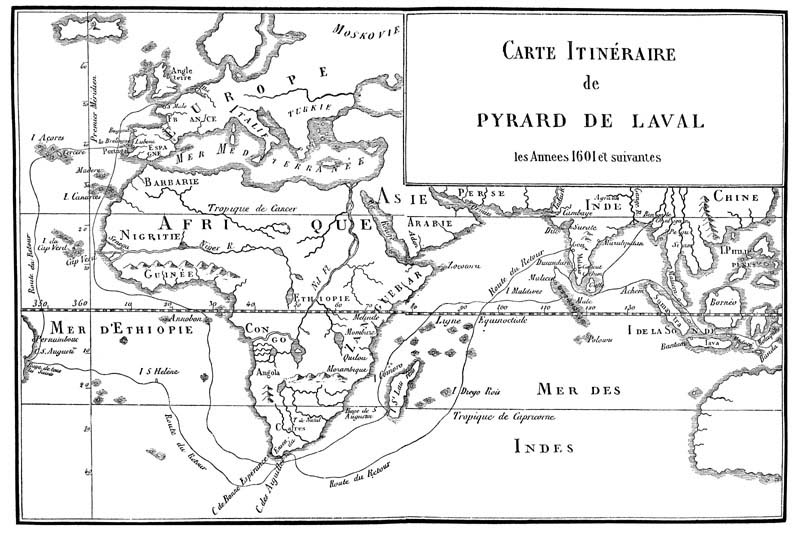
Itinéraire de François Pyrard

## Origine
Comme Jacques-François Grout de Saint-Georges, il descend de la famille famille Grout, qui a une origine commune avec celle de Grotius, en Hollande, dont le nom en français est Grout, et en hollandais Groot. Cette famille a donné des bourgmestres et des pensionnaires à la République des Provinces-Unies ; des ambassadeurs envoyés dans plusieurs cours de l'Europe et plusieurs savants et hommes de lettres. 
Les historiens divergent quant à la date d'installation des Grout en France. Pour Viton de Saint-Allais, un des descendants de cette famille, Josselin Grout, passe de Hollande à Saint-Malo, en 1430, et s'y établit. Lorsque le roi François Ier, vint en Bretagne, en octobre 1518, il fait tenir en son nom, sur les fonts de baptême, par Galeas de Saint-Severin, Grand écuyer de France, le fils de Jean Grout, l'un des principaux habitants de Saint-Malo ; à cette occasion, le roi accorde plusieurs privilèges à la famille de Grout, et ajoute à l'écusson de ses armes trois fusées de gueules,. 
Pour Levot, Michaud et l'abbé Manet, l'arrivée des Grout serait plus tardive. Vers 1455, Dideric Groot (1425-?), bourgmestre de Delft, et grand-oncle du Grotius banni de Hollande à la suite d une rébellion contre Maurice de Nassau, comte de Charolais alors stathouder, aurait trouvé un asile d'abord à Jersey, où il fait creuser le petit port de Grout-Ville (dont l'orthographe a évolué depuis en Grouville), avant de venir s'établir dans la ville Saint-Malo,,. 

## Biographie
Son père François Grout du Closneuf est né le 5 octobre 1518, baptisé par Galeazzo Sanseverino, avec comme parrain François Ier alors à Saint-Malo. On peut voir dans les mémoires de Nicolas Frotet de La Landelle en juin 1590 qu'il est donné : commission fut donnée à François Grout Clos-Neuf le jeune, fils d’autre François Grout Clos-Neuf l’aîné, d’armer un navire pour aller à Bréhat….
François Grout du Closneuf est fait capitaine de vaisseau du roi le 15 mai 1597, et le 11 octobre 1600, connétable de Saint-Malo en recongnoisance des agréables et fidelles services qu'il avoit faicts a Henri IV tant à la réduction de ladicte ville, que es prinses de l'isle de la Roche-au-Vay, Dinan, et aultres lieux. 

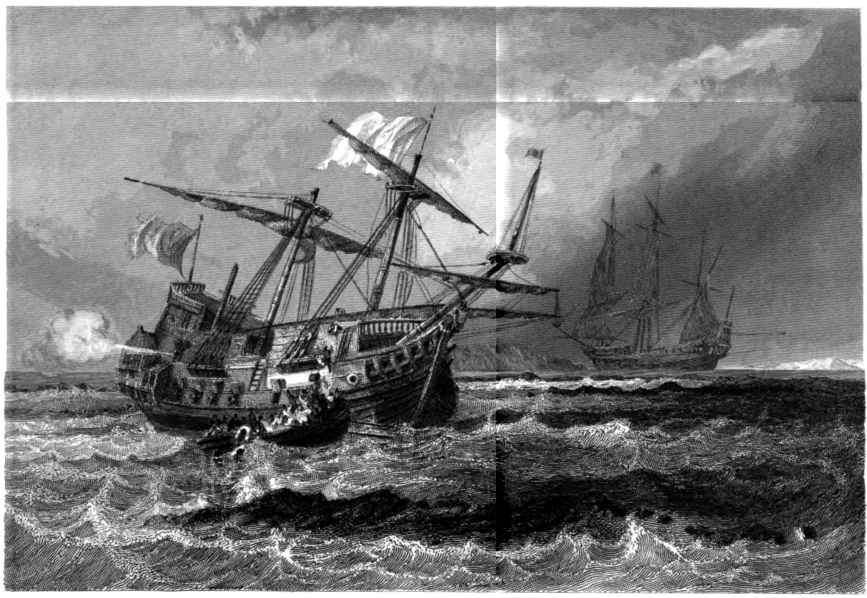
Naufrage du Corbin

En 1601, la Compagnie des marchands de Saint-Malo, Laval et Vitré qui rêve des Moluques arme deux navires, le Corbin, de 200 tonneaux, commandé par François Grout du Closneuf et le Croissant, de 400 tonneaux, commandé par Michel Frotet de la Bardelière pour sonder le guay et chercher le chemin des Indes. L'objectif de cette mission était de sonder le gué, chercher un chemin des Indes et le montrer aux Français.
Il meurt lors de l'expédition retour le 1er décembre 1602 et est remplacé par le Sieur de la Villeschar, son second.